# Carl Johan Karlson
Carl Johan Karlson, född 13 januari 1984 i Stockholm, är en svensk teaterregissör. Han avlade regiexamen vid Stockholms dramatiska högskola 2013 och har regisserat åt bland andra Stockholms stadsteater, Örebro länsteater och Riksteatern där han har varit husregissör i flera år.
År 2023 tillträdde han som ny konstnärlig ledare för Unga Dramaten.

## Biografi
Karlson växte upp i Skogås i Huddinge kommun tillsammans med sin mamma och tvillingsyster Jessica. Han hade ett stort teaterintresse redan vid tioårsåldern och gick i en klass speciellt inriktad på drama och teater. Han berättar för Kommunalarbetaren att hans mor fick slita för att få ekonomin att gå ihop och att de nästan blev vräkta av det kommunala bostadsbolaget. Karlsson har i över tio års tid arbetat aktivt inom föreningen RFSL. Utöver regiyrket har även arbetat som skribent, med stand-up samt uppträtt som dragqueen på bland annat Moderna museet och Stockholm Pride. Karlson stod för regin när Matthew Lopez över sex timmar långa föreställning i två pjäser Arv hade Sverigepremiär på Dramaten 2022. ARV vann Nöjesguidens pris årets scen 2023 samt pris för årets scen på QX-galan 2025. Han blev 2022 Falstaff-stipendiat tillsammans med Martina Montelius.  

## Teaterproduktioner (ej komplett)
| År   | Produktion                                     | Upphovsmän                             | Teater                              | Noter         |
| ---- | ---------------------------------------------- | -------------------------------------- | ----------------------------------- | ------------- |
| 2007 | Volpone                                        | Ben Jonson                             | Parkteatern/ Stockholms stadsteater | Regiassistent |
| 2012 | Det normala livet Det normale liv              | Christian Lollike                      | Örebro länsteater                   | Praktik       |
| 2013 | Slutstadier                                    |                                        | Kulturhuset Stadsteatern            |               |
| 2014 | De sömnlösas tid                               | Johanna Emanuelsson                    | Örebro länsteater/ Nya China        |               |
| 2015 | Blomma blad en miljard                         |                                        | Ung scen öst                        |               |
| 2016 | Katt på hett plåttak Cat on a Hot Tin Roof     | Tennessee Williams                     | Riksteatern                         |               |
| 2016 | Skimrande vattnet                              |                                        | Riksteatern                         |               |
| 2017 | Bra människor Good People                      | David Lindsay-Abaire                   | Riksteatern/ Östgötateatern         |               |
| 2017 | Dimensioner Constellations                     | Nick Payne                             | Riksteatern                         |               |
| 2018 | Kjejsaren av Portugallien                      | Lucas Svensson efter Selma Lagerlöf    | Riksteatern                         |               |
| 2018 | Don Quijote Don Quixote                        | Jules Massenet efter Cervantes         | Folkoperan                          |               |
| 2020 | Mig nära Meg nær                               | Arne Lygre                             | Helsingborgs stadsteater            |               |
| 2020 | Bröllopstårtan The Cake                        | Bekah Brunstetter                      | Riksteatern/ Malmö stadsteater      |               |
| 2022 | Amadeus                                        | Peter Shaffer                          | Helsingborgs stadsteater            |               |
| 2022 | Älskad, saknad                                 | Malin Lagerlöf                         | Uppsala stadsteater                 |               |
| 2022 | Arv The Inheritance                            | Matthew Lopez Översättning Jonas Brun  | Dramaten                            |               |
| 2023 | Next to normal                                 | Brian Yorkey, Tom Kitt                 | Teater Västernorrland               |               |
| 2023 | Vipeholm - Tiden före Framtiden                | Lucas Svensson                         | Kulturhuset Stockholms Stadsteater  |               |
| 2024 | Frankas monster                                | Emelie Östergren                       | Dramaten                            |               |
| 2025 | Gertrude Stein, Gertrude Stein, Gertrude Stein | Marty Martin Översättning Lotta Olsson | Dramaten                            |               |